# Bert Cameron
Bert Cameron (eigentlich: Bertland Cameron; * 16. November 1959 in Spanish Town) ist ein ehemaliger jamaikanischer Sprinter, dessen Spezialstrecke die 400-Meter-Distanz war.
Nachdem er bei den Olympischen Spielen 1980 in Moskau im Viertelfinale ausgeschieden war, konnte Cameron bei den Commonwealth Games 1982 in Brisbane erstmals überzeugen, als er in 45,89 s vor dem Olympiazweiten von 1980, dem Australier Rick Mitchell gewann.
Bei den Weltmeisterschaften 1983 in Helsinki gewann er in 45,05 s vor den US-Amerikanern Michael Franks und Sunder Nix. In der 4-mal-400-Meter-Staffel sollte er im Vorlauf geschont werden. Ohne ihn schied die jamaikanische Stafette bereits im Vorlauf aus. 
Bei den Olympischen Spielen 1984 in Los Angeles konnte sich Cameron zwar für das Finale qualifizieren, trat aber wegen Verletzung nicht an. Bei den Weltmeisterschaften 1987 in Rom schied Cameron im Halbfinale aus. Die Staffel wurde im Finale Sechste.
1988 nahm Cameron zum dritten Mal an Olympischen Spielen teil. Im Halbfinale erreichte er mit 44,50 s seine persönliche Bestleistung. Im Finale wurde er in 44,94 s Sechster, auch seine Bestleistung hätte nicht für eine Medaille gereicht. Als Schlussläufer in der Staffel konnte er zum Gewinn der Silbermedaille beitragen, mit 3:00,30 min lagen die Jamaikaner zwar vier Sekunden hinter der US-amerikanischen Weltrekordstaffel, aber deutlich vor den beiden deutschen Staffeln aus der Bundesrepublik (Bronze) und der DDR (Platz 4).
Bert Cameron ist 1,88 m groß und wog zu seiner aktiven Zeit 79 kg. 